# Vigna malayana
Vigna malayana är en ärtväxtart som beskrevs av Murray Ross Henderson. Vigna malayana ingår i släktet vignabönor, och familjen ärtväxter. Inga underarter finns listade i Catalogue of Life.